# Hilda Waldeland
Agnes Hilda Bråhammar Waldeland, född 24 november 1917 i Bochum, Tyskland, död 17 juni 1961 i Kirsebergs församling, Malmö, var en tysk-norsk-svensk pianist. Waldeland var från 1944 bosatt i Sverige. 

## Biografi
Hilda Waldeland studerade för Leonid Kreutzer, Robert Riefling och Gottfrid Boon. Hon debuterade i Oslo 1934 och konserterade i Norden, England och Tyskland och hörde till sin generations ledande pianister. Förutom en omfattande solistverksamhet var hon också kammarmusiker och spelade tillsammans med bland andra Leon Spierer. Hon var också verksam som pedagog i Stockholm och Malmö.
Hilda Waldeland var 1940–1945 gift med författaren Mentz Schulerud  och är mor till Hege Waldeland. Hilda Waldeland är begravd på Norra kyrkogården i Lund.